# 森永デザート
森永デザート株式会社（もりながデザート）は、佐賀県鳥栖市に本社・工場を置く森永製菓株式会社のアイスクリーム製造事業子会社であり、西日本地域の森永アイスクリームの生産拠点である。

## 会社概要
九州を中心に、中国・四国・近畿地区に出荷する森永アイスクリーム製品を製造している。
工場のある佐賀県は森永製菓創業者・森永太一郎の出身県である。